# Cinemad
Cinemad es un festival de cine independiente y de culto que se celebra de forma paralela al festival de música alternativa Festimad. La primera edición de este festival tuvo lugar en 1994, como iniciativa de la Sala Revólver, contando con 17 ediciones hasta el año 2010. Se ha celebrado en varias salas de Madrid y en la FNAC.
Este festival cuenta con un Festival Internacional de Cortometrajes, cuya primera edición fue en 1999 y que ha acogido los inicios de personajes renombrados del cine español como Álex de la Iglesia, Santiago Segura o Nacho Vigalondo, ganador este último del certamen de 2004 con su corto 7:35 de la mañana, que más tarde sería nominado a los premios Óscar. El Festival Internacional de Cortometrajes premia económicamente a los ganadores, además de permitirles exhibir sus obras en Cinemad.